# Ochodaeus puncticollis
Ochodaeus puncticollis es una especie de coleóptero de la familia Ochodaeidae.

## Distribución geográfica
Habita en Guatemala.